# Galium galapagoense
Galium galapagoense är en måreväxtart som beskrevs av Ira Loren Wiggins. Galium galapagoense ingår i släktet måror, och familjen måreväxter. Inga underarter finns listade i Catalogue of Life.